# Roy Newell
Roy Newell (Nueva York, 10 de mayo de 1914 - 22 de noviembre de 2006); pintor expresionista estadounidense.

## Biografía
Nació el 1914 en Lower East Side de Manhattan, en el seno de una familia de inmigrantes de Europa del Este, junto a tres hermanos. El padre abandonó la familia y crecieron en un ambiente de pobreza, viviendo de los trabajos ocasionales de su madre, analfabeta. De formación autodidacta, apenas fue a la escuela, en la que le gustaba la poesía y el dibujo. Sus principales influencias fueron Cézanne, Malevich y los constructivistas rusos, y los pintores Nabis. Más tarde conocería la obra de Albert Pinkham Ryder, cuyo estudio utilizó, incluso como vivienda, durante un tiempo.
A principios de los años 40, se encontró con Willem de Kooning, del que fue amigo, en la Biblioteca Pública de Nueva York, ingresando en el círculo de los impresionistas abstractos. Fue miembro fundador del Club de Artistas de la calle Octava. A lo largo de su carrera, de más de setenta años, pintó menos de 100 obras, debido a su temperamento metódico y perfeccionista, que le obligaba a mejorar los cuadros una y otra vez. Se mantenía apartado del mercado del arte, ya que el dinero no le interesaba, lo que unido a su carácter irascible hizo que fuera poco valorado durante mucho tiempo, a pesar de ser uno de los padres de la abstracción geométrica americana; muy pocos museos tienen un cuadro suyo. Una excepción es el Guggenheim, que posee un óleo cedido por Willem de Kooning.
Rara vez iba a sus escasas exposiciones ni promocionaba sus cuadros, dejando a su esposa, Anne Cohen, maestra, las tareas de manutención. Murió en Nueva York el 22 de noviembre de 2006, con 92 años, a causa de un cáncer.